# Hypenagonia leucosticta
Hypenagonia leucosticta är en fjärilsart som beskrevs av George Francis Hampson. Hypenagonia leucosticta ingår i släktet Hypenagonia och familjen nattflyn. Inga underarter finns listade i Catalogue of Life.